# Shooto
Shooto är en japansk kampsports- och MMA-organisation som arrangerar kampsportsgalor. Shooto växte fram ur shootfighting. Utövare kallas för shooters, precis som shootfighting-utövare. Reglerna i och kring Shooto har utvecklats så att deras galor numera är renodlade MMA-tillställningar.
Själva ordet shooto är en engelsk transkription av det japanska: 修斗 som i sin tur är tecknet ("ateji") för det inlånade engelska ordet "shoot".

## Bakgrund

### Grundandet
Shooto introducerades 1985 som New Martial arts (Shin-Kakutōgi) ("en ny kampsport") av Saturo Sayama. Sayama var en japansk fribrottare som även tränade shootfighting och ville skapa en sport som fokuserade på realistisk och effektiv stridskonst. Hans mål var att skapa den mest effektiva kampsporten av dem alla. Kort efter grundandet byttes namnet från New Martial arts till Shooting vilket inspirerats av fribrottningstermen "shoot" som betyder att ett skeende, eller en enskild händelse, inte är del av det förutbestämda matchförloppet. Alltså en riktig attack. Det byttes till Shooto för att undvika eventuell sammanblandning med sportskytte, eller "shooting".
I motsats till andra fribrottningsorganisationer var meningen med Shooto att inte ha fixade matcher. Den första amatörgalan hölls 1986, och den första professionella 1989.

### Vale Tudo
Shooto anordnade Vale Tudo-Japangalan 1994. Före den turneringen hade inte Shooto tillåtit slag mot ansiktet på marken, men sedan han sett hur effektiva de teknikerna var hos de utländska deltagarna valde Sayama att lägga till det till Shooto.

### Förbundets bildande
I april 1996 bildades World Shooto, Shooto Association och International Shooto Commission vilket var steget som behövdes för att få Shooto att gå från att vara en kampsportsorganisation till att bli en hel kampsport med styrande, oberoende organ. Efter det att ISC bildades kunde vinnarna tituleras världsmästare.

## Shooto i världen

### USA
Shooto kom till USA sent 80-tal via Saturo Sayamas stjärnstudent Yorinaga Nakamura

### Sydamerika
Shooto sydamerika, även känt under namnet "ShootoBrazil" startades av grundaren av "Nova União mixed martial arts academy", André Pederneiras.

### Holland och Europa
December 2000 grundar Martin De Jong Shooto Holland och börjar sprida sporten i Europa. De Jong är nuvarande president för Shooto Europe.
2000 är även det år som de första europeiska mästerskapen går av stapeln.
Det är även startskottet för öppnandet av en rad europeiska länders egna Shootoklubbar.
- Finland
- Lettland
- Litauen
- Danmark
- Schweiz
- Sverige
- Polen
- Estland
- Ryssland
- Irland
- Belgien

De många nya länderna gör det nödvändigt att bilda Shooto Europe Commission (e-shooto.com).

## Viktklasser
Shooto använder sig inte av ABC:s (Association of Boxing Commissions) erkända viktklasser, vilket är vad de flesta MMA-organisationer använder sig av, utan har följande egna viktklasser som är ungefär en viktklass lättare.
| Shootos viktklasser |               |            |
| Viktklass           | Kilogram (kg) | Pund (lb)  |
| Tungvikt            | Obegränsad    | Obegränsad |
| Lätt tungvikt       | 84            | 185,2      |
| Mellanvikt          | 77            | 169,8      |
| Weltervikt          | 70            | 154,3      |
| Lättvikt            | 65            | 143,3      |
| Fjädervikt          | 60            | 132,3      |
| Bantamvikt          | 56            | 123,4      |
| Flugvikt            | 52            | 114,6      |
| Stråvikt            |               |            |

## Regerande mästare

### Tävlingar
Från och med 2005 beslutade Shootoorganisationen att det skulle finnas mästerskap på lägre nivåer. Därför bildades en europeisk, en amerikansk, och en asiatisk liga. Den asiatiska (med tydlig tonvikt på Japan) fick namnet: Pacific Rim. Organisationer vars titlar finns eller har funnits är:
- Shooto Americas (Amerikanska kontinenten)
- Shooto Pacific Rim (Asien)
- Shooto Europe (Europa)
- Shooto Brazil (Brasilien och Sydamerika)

### Världsmästare
| Herrar        | Herrar                 | Herrar                                                     | Herrar              | Herrar       |
| Viktklass     | Mästare                | Regerande mästare sedan                                    | Tid som mästare     | Titelförsvar |
| ------------- | ---------------------- | ---------------------------------------------------------- | ------------------- | ------------ |
| Stråvikt      | Yosuke Saruta (JPN)    | 15 oktober 2017 (Professional Shooto 10/15)                | 7 år och 155 dagar  | 1            |
| Flugvikt      | Hiromasa Ogikubo (JPN) | 15 oktober 2017 (Professional Shooto 10/15)                | 7 år och 155 dagar  | 2            |
| Bantamvikt    | Ryo Okada (JPN)        | 27 januari 2019 (Shooto 1/27 at Korakuen Hall)             | 6 år och 51 dagar   | 1            |
| Fjädervikt    | Mitsuhiro Toma (JPN)   | 30 juni 2019 (Shooto 30th anniv. tour 5th round: In Osaka) | 5 år och 262 dagar  | 0            |
| Lättvikt      | Yutaka Saito (JPN)     | 11 januari 2016 (Saito vs Nakamura Jr.)                    | 9 år och 67 dagar   | 1            |
| Weltervikt    | Soki Soki (JPN)        | 16 juni 2019 (Shooto Torao 24: Direction of the Cage 3)    | 5 år och 276 dagar  | 0            |
| Mellanvikt    | Hernani Perpetuo (BRA) | 25 augusti 2013 (Shooto Brasil 42)                         | 11 år och 206 dagar | 3            |
| Lätt tungvikt | Vakant                 |                                                            |                     |              |
| Tungvikt      | Vakant                 |                                                            |                     |              |